# 第22装甲师 (德国国防军)
第22装甲师（德語：22. Panzer-Division），為第二次世界大战中納粹德国的一个装甲师。該裝甲師在1941年9月於法国成立。1942年3月，该裝甲师被调往東部战线，與蘇軍交戰，為最后一个配备捷克制造的LT-38戰車的装甲师。該师大部分軍隊毀於史達林格勒戰役，最終於1943年3月解散，剩餘部隊併入第23裝甲師。

## 歷史

### 入侵蘇聯
該師在1941年9月25日成立於法國，最初只配備了過時的捷克、法國和德國的坦克。
第22裝甲師於1942年2月被派往東部戰線。同年3月20日慘遭襲擊，該師損失約三分之一的武裝力量，後來參與了曼施坦因的刻赤半島戰役。1942年5月，該師被派往烏克蘭北方哈爾科夫地區，於1942年夏季在頓河河灣展開對蘇軍的攻勢，史稱「史達林格勒戰役」，於7月中參與羅斯托夫戰役。

### 身陷重圍
第22裝甲師與羅馬尼亞第1裝甲師（配備同樣過時的R2坦克，LT-35坦克的衍生型）組成第48裝甲軍，其任務為保護第6軍團北翼。
1942年11月19日，德軍展開了天王星行動。後來蘇軍進行大規模的反攻，並包圍了第6軍團和第4裝甲軍團的大部分部隊，摧毀了第48裝甲軍，其中也包括第22裝甲師。該師的大多數坦克於防空洞中停放了一段時間，並用稻草進行保護以必免結冰。當坦克被要求一同對蘇軍的出擊時，許多坦克無法啟動，因老鼠於稻草中尋求庇護，並啃食坦克中的電線，導致其電力系統受損，也因先前的部署過於零散，以致該師用於支撐羅馬尼亞防線的能力受到影響。
1942年11月19日至22日之間，該師於蘇聯的佩特沙尼城鎮中，與蘇軍發生武裝衝突，第22裝甲師在其衝突當中幾乎被蘇軍所殲滅，其餘倖存士兵向西南方逃離，並穿越奇爾河，加入各個臨時組建的德軍戰鬥群。與其一同戰鬥的羅馬尼亞第1裝甲師也損失近六成的武裝力量，僅剩的84輛R-2坦克中，只有19輛成功渡過奇爾河。

### 终被解散
1943年2月9日上级下达解散命令，根据顿河集团军群的指示，该师的残部将编入第6装甲师，其余部队将于2月11日到该师的指挥所报到。3月1日，第22装甲师宣告解散。同日，其补给部队编入步兵第79师。
两天后，第22装甲师剩餘的战斗群被直接编入第17军，领导新部隊的任务再次委托给伯格斯塔勒少校。该战斗群后来在第17军的领导下在北顿涅茨河、第聂伯河和米乌斯河上作战。4月6日至8日期间，伯格斯塔勒的部队也被解散，其成员被用来组建后来的第23装甲师。

## 人物

### 歷任師長
以下是第22裝甲師的歷任師長：
- 威廉·馮·阿佩爾（英语：Wilhelm von Apell）中將（1941年9月25日-1942年10月7日）[5]
- 赫爾穆特·馮·德·謝瓦萊里（英语：Hellmut von der Chevallerie）中將（1942年10月7日-1942年11月1日）
- 艾伯哈德·羅特（英语：Eberhard Rodt）中將（1942年11月1日-1943年3月4日）

### 知名人物
曾在第22裝甲師服役的知名人物有：
- 赫尔曼·冯·奥佩尔恩-布罗尼科夫斯基（1899-1966年），1936年夏季奥运会金牌得主，德國的裝甲部隊指揮官
- 弗朗茨·约瑟夫·施特劳斯（1915-1988年），基社盟政治家
- 赫伯特·齐默尔曼（1917-1966年），二战后德国著名足球比赛广播评论员

## 所獲獎項
| 該師所獲勳章和獎項 |                    |          |
| 獎項               | 獎項名             | 頒發份數 |
|                    | 納粹德國十字勳章   | 14       |
|                    | 騎士鐵十字勳章     | 2        |
|                    | 陸軍榮譽勳章       | 3        |
|                    | 陸軍總司令榮譽證書 | 2        |

## 作戰部門
該師旗下的各項作戰單位：
- 參謀部：
- 第22摩托化步兵旅（Schützen-Brigade 22）
  - 第129摩托化步兵團（Schützen-Regiment 129）
  - 第140摩托化步兵團（Schützen-Regiment 140）
  - 第24摩托步槍營（Kradschützen-Bataillon 24）
- 第204裝甲團（Panzer-Regiment 204）
- 第140砲兵團（Artillerie Regiment 140）
- 第140自走砲營
- 第22裝甲偵察營 (Panzer-Aufklärungs-Abteilung 22)
- 第50工兵營（Pionier Bataillon 50）
- 第140通訊營（Nachrichten Abteilung 140）
- 第140後勤補給營（Versorgungstruppen 140）
- 第140野戰營

- 參謀部：
- 第22摩托化步兵旅（Schützen-Brigade 22）
  - 第129摩托化步兵團（Schützen-Regiment 129）
  - 第140摩托化步兵團（Schützen-Regiment 140）
  - 第24摩托步槍營（Kradschützen-Bataillon 24）
- 第204裝甲團（Panzer-Regiment 204）
- 第140砲兵團（Artillerie Regiment 140）
- 第22裝甲偵察營 (Panzer-Aufklärungs-Abteilung 22)

第140裝甲獵兵營（Panzerjäger Abteilung 140）
- 第50工兵營（Pionier Bataillon 50）
- 第140通訊營（Nachrichten Abteilung 140）
- 第140後勤補給營（Versorgungstruppen 140）

- 參謀部：
- 第204裝甲團（Panzer-Regiment 204）
- 第129裝甲擲彈兵團（Panzergrenadier-Regiment 129）
- 第140裝甲擲彈兵團（Panzergrenadier-Regiment 140）
- 第289防空砲兵師（Heeres-Flak-Artillerie-Abteilung 289）
- 第140自走砲團（Panzer-Artillerie-Regiment 140）
- 第140裝甲偵察營（Panzer-Aufklärungs-Abteilung 22）
- 第140裝甲工兵營（Panzer-Pionier-Bataillon 140）
- 第140裝甲通訊營（Panzer Nachrichten Abteilung 140）
- 第140裝甲後勤部隊（Panzer-Versorgungstruppen 140）

## 延伸閱讀
- Beevor, Antony （1998）. Stalingrad： The Fateful Siege: 1942–1943. New York： Viking, 1998 （hardcover, ISBN 0-670-87095-1）；London： Penguin Books, 1999 （paperback, ISBN 0-14-028458-3）.
- Craig, William （1973）. Enemy at the Gates：the Battle for Stalingrad. New York：Penguin Books （ISBN 0-14-200000-0）.
- Metelmann, Henry （2001）. Through Hell for Hitler. Havertown PA：Casemate Books （paperback, ISBN 1-932033-20-3）.
- Schroter, Heinz （1958）. Stalingrad. New York：Ballantine.